# Burn (canción de Papa Roach)
«Burn» es el segundo sencillo del álbum Time For Annihilation lanzado por la banda rock alternativo Papa Roach, el 26 de noviembre de 2010.

## Video musical
El vídeo de "Burn" fue dirigido por Jesse Davey. Fue estrenado el 3 de diciembre, en la que esta la banda en un edificio abandonado y llega un tipo a lanzar les gasolina y luego los quema y antes de que se quemen por completo el guitarrista tira la guitarra y le corta la cabeza al que los quemó. La versión censurada es que le cortan el final y tapan cuando le cortan la cabeza al individuo.

## Lista de canciones
| Descarga digital |        |          |  |
| N.º              | Título | Duración |  |
| 1.               | «Burn» | 3:25     |  |

## Posicionamiento en listas
| Lista (2011)                            | Mejor posición |
| --------------------------------------- | -------------- |
| Estados Unidos (Alternative Songs)      | 17             |
| Estados Unidos (Mainstream Rock Tracks) | 3              |
| Estados Unidos (Rock Songs)             | 8              |